# Бердовас
Бердовас (баш. Бирҙәүес) — река в России, протекает в Республике Башкортостан. Устье реки находится в 8,2 км по левому берегу реки Бурлы. Длина реки составляет 11 км.
Вначале река представляет временный водоток. После принятия самого крупного притока — Селеук река огибает северную оконечность ур. Усмановская Дача. Затем протекает по д. Березовка и после выхода из неё впадает в Бурлы.

## Данные водного реестра
По данным государственного водного реестра России относится к Камскому бассейновому округу, водохозяйственный участок реки — Белая от города Стерлитамак до водомерного поста у села Охлебино, без реки Сим, речной подбассейн реки — Белая. Речной бассейн реки — Кама.
Код объекта в государственном водном реестре — 10010200712111100018661.